# Johann Jonas von Mylius
Johann Jonas Mylius, seit 1702 von Mylius (getauft 29. September 1650 in Battenberg; † 22. November 1708 in Frankfurt am Main) war ein deutscher Jurist, Hauslehrer der landgräflichen Prinzen und Wirklicher Geheimer Rat des Herzogs Friedrich von Sachsen-Gotha. 

## Leben
Johann Jonas Mylius wurde als Sohn des Hessen-Darmstädtischen Regierungsrats Johannes Mylius und dessen Gemahlin Maria Hedwig Stamm geboren. Nach dem Abitur studierte er an der Justus-Liebig-Universität Gießen und der Universität Straßburg Rechtswissenschaften und promovierte 1675 in Gießen zum Dr. jur. Voraussetzung zur Erlangung des akademischen Grades war ein akademisches Streitgespräch.
Zunächst war Mylius mit der Erziehung der Söhne Ernst Ludwig und Georg des Landgrafen Ludwig VI. von Hessen-Darmstadt und seiner Gemahlin Elisabeth Dorothea beauftragt. 
Mit diesen Tätigkeiten war die Begleitung der beiden Prinzen auf ihren Kavalierstouren durch Frankreich, England, Holland und das Habsburgerreich verbunden. 
Nach Beendigung dieser Touren ernannte ihn die Landgräfin Elisabeth Dorothea zum  Hessen-Darmstädtischen Regierungsrat. Landgraf Ludwig machte ihn, nachdem er die Regierungsgeschäfte übernommen hatte, zum Geheimrat. Johann Jonas zog nach Frankfurt und war hier Wirklicher Geheimer Rat des Herzogs Friedrich von Sachsen-Gotha.
1702 wurde er zusammen mit seinen Brüdern Ludwig (Stadtphysikus in Heilbronn) und Georg (Kammerrat) in den Adelsstand erhoben. 
Mylius wurde in der Frankfurter Weißfrauenkirche beigesetzt. 1954 kamen seine Gebeine in eine Gruft auf dem Frankfurter Hauptfriedhof.